# Богданівська сільська рада (Варвинський район)
Богдані́вська сільська́ ра́да — адміністративно-територіальна одиниця та орган місцевого самоврядування в Варвинському районі Чернігівської області. Адміністративний центр — село Богдани.

## Загальні відомості
- Територія ради: 41,986 км²
- Населення ради: 345 осіб (станом на 2001 рік)

Богданівська сільська рада створена у 1989 році. Нинішня сільрада стала однією з 14-ти сільських рад Варвинського району і одна з дев'ятьох, яка складається більше, ніж з одного населеного пункту.

## Населені пункти
Сільській раді були підпорядковані населені пункти:
- с. Богдани (340 осіб)
- с. Сіриків (5 осіб)

## Господарство
На території сільської ради діє Богданівська ЗОШ І-ІІ ст., Богданівський ясла-садок «Ялинка». Функціонує сільськогосподарське ТОВ «Богдан».

## Склад ради
Рада складалася з 12 депутатів та голови.
- Голова ради: Каркуша Людмила Іванівна
- Секретар ради: Москальченко Ольга Петрівна

### Керівний склад попередніх скликань
| Прізвище, ім'я, по батькові | Основні відомості                                                               | Дата обрання | Дата звільнення |
| --------------------------- | ------------------------------------------------------------------------------- | ------------ | --------------- |
| Каркуша Людмила Іванівна    | Сільський голова, 1969 року народження, позапартійна                            | 26.03.2006   | 31.10.2010      |
| Каркуша Людмила Іванівна    | Сільський голова, 1965 року народження, освіта середня спеціальна, позапартійна | 31.10.2010   |                 |

Примітка: таблиця складена за даними сайту Верховної Ради України

### Депутати
За результатами місцевих виборів 2010 року депутатами ради стали:

#### За суб'єктами висування
| Суб'єкт висування                                       | Кількість обраних депутатів | %    |
| ------------------------------------------------------- | --------------------------- | ---- |
| Партія регіонів                                         | 10                          | 83,3 |
| Політична партія Всеукраїнське об'єднання «Батьківщина» | 2                           | 16,7 |

#### За округами
| № округу                                                | Прізвище, ім'я, по батькові | Дата визнання обраним | Освіта  | Партійна приналежність | Відомості про обраного депутата                           |
| ------------------------------------------------------- | --------------------------- | --------------------- | ------- | ---------------------- | --------------------------------------------------------- |
| Партія регіонів                                         |                             |                       |         |                        |                                                           |
| 1                                                       | Пиріг Надія Василівна       | 02.11.2010            | середня | позапартійна           | пенсіонер                                                 |
| 2                                                       | Бабенко Віктор Анатолійович | 02.11.2010            | вища    | позапартійний          | Богданівська загальноосвітня школа І-ІІ ст., вчитель      |
| 3                                                       | Петренко Михайло Петрович   | 02.11.2010            | середня | позапартійний          | пенсіонер                                                 |
| 4                                                       | Симоненко Альона Юріївна    | 02.11.2010            | середня | позапартійна           | тимчасово не працює                                       |
| 5                                                       | Скнарь Ольга Андріївна      | 02.11.2010            | вища    | позапартійна           | тимчасово не працює                                       |
| 7                                                       | Смовська Наталія Іванівна   | 02.11.2010            | середня | позапартійна           | СТОВ «Богдан», різноробоча                                |
| 8                                                       | Бірюков Микола Федорович    | 02.11.2010            | середня | позапартійний          | пенсіонер                                                 |
| 9                                                       | Москальченко Ольга Петрівна | 02.11.2010            | вища    | позапартійна           | Богданівська сільська рада, секретар                      |
| 10                                                      | Плавшуда Галина Павлівна    | 02.11.2010            | середня | позапартійна           | Богданівська загальноосвітня школа І-ІІ ст., техпрацівник |
| 11                                                      | Смовська Віра Олексіївна    | 02.11.2010            | вища    | позапартійна           | пенсіонер                                                 |
| Політична партія Всеукраїнське об'єднання «Батьківщина» |                             |                       |         |                        |                                                           |
| 6                                                       | Носенко Ніна Миколаївна     | 02.11.2010            | середня | позапартійна           | пенсіонер                                                 |
| 12                                                      | Гриців Віра Михайлівна      | 02.11.2010            | вища    | позапартійна           | Богданівська загальноосвітня школа І-ІІ ст., вчитель      |

## Населення
За переписом населення України 2001 року в селі мешкало 347 осіб.

### Мова
Розподіл населення за рідною мовою за даними перепису 2001 року:
| Мова       | Відсоток |
| ---------- | -------- |
| українська | 99,13 %  |
| російська  | 0,87 %   |